# 劉世昌 (光緒進士)
劉世昌，贵州德江人，清朝政治人物，同進士出身。
光緒二年（1876年）清德宗登極丙子恩科進士，三甲五名，官陝西郿縣知縣。